# Béïnamar
Béïnamar és una sotsprefectura de la regió de Logone Occidental, a Txad.

## Demografia
|      | Població |
| ---- | -------- |
| 1993 | 5 482    |
| 2009 | 9 029    |